# Job Cohen

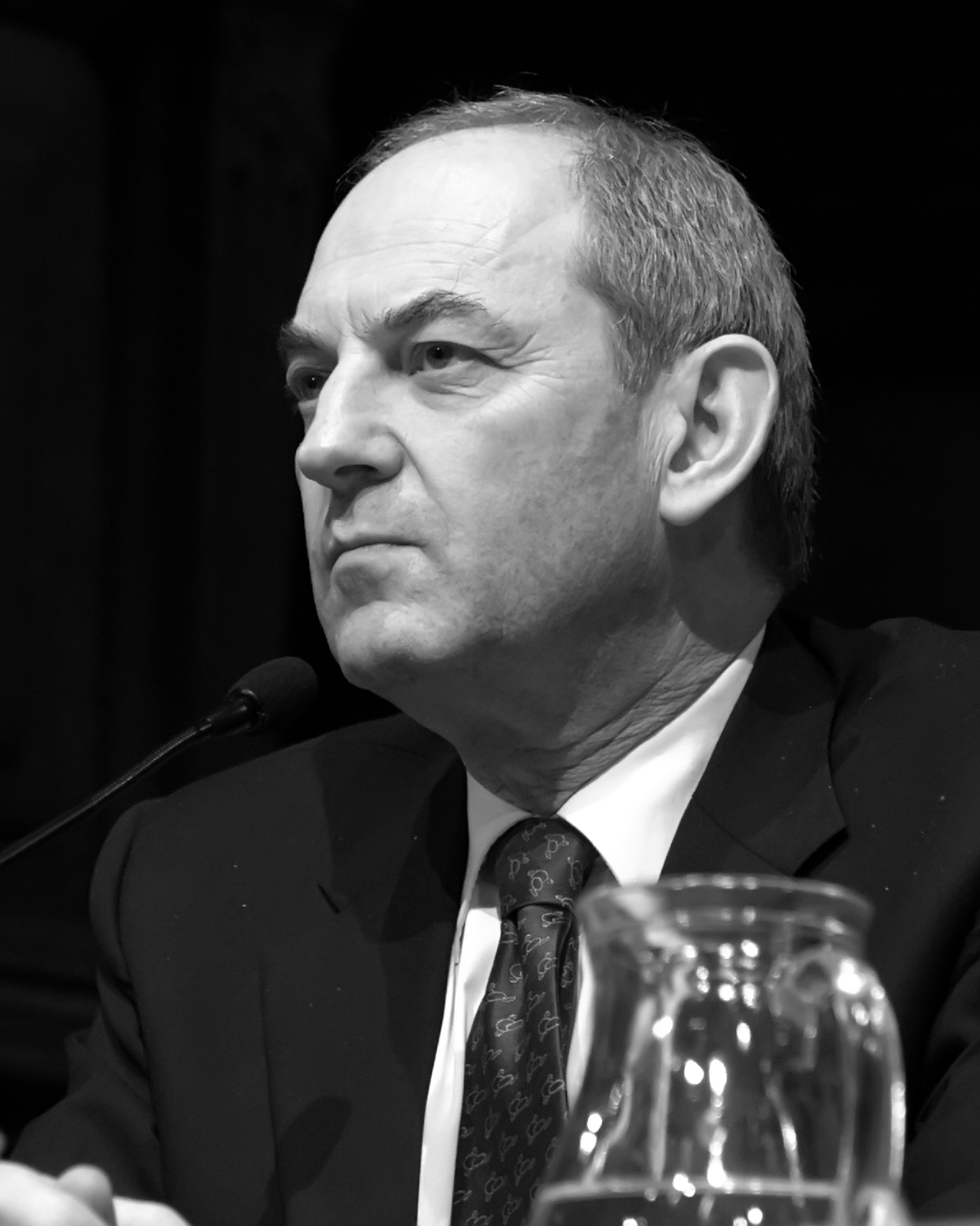
Job Cohen

Marius Job Cohen (* 18. Oktober 1947 in Haarlem) ist ein niederländischer Politiker der sozialdemokratischen PvdA. Er war Bürgermeister von Amsterdam von 2001 bis 2010. Am 12. März 2010 trat er zurück, um seine Kandidatur für das Amt des Spitzenkandidaten seiner Partei für die niederländische Parlamentswahl 2010 bekanntzugeben.

## Leben
Cohen stammt aus einer liberal-jüdischen Familie. Er studierte Rechtswissenschaft an der Universität Groningen. Später arbeitete er an der Universität Leiden und an der Universität Maastricht. An der Universität Maastricht wurde er im Jahre 1983 Professor und im Jahre 1991 Rektor.
Er wurde 1993 Staatssekretär für Bildung im Kabinett Lubbers. Nach einem Jahr kehrte er zu seiner wissenschaftlichen Arbeit zurück. Zu dieser Zeit war er auch Mitglied der Ersten Kammer der Generalstaaten, des Oberhauses des niederländischen Parlaments. 1998 verließ er die Erste Kammer, um Staatssekretär für Justiz im Kabinett Kok zu werden. Als Staatssekretär war er unter anderem verantwortlich für die Einführung eines neuen Einwanderungsgesetzes.
Er gab diesen Posten auf und wurde am 17. Januar 2001 zum Bürgermeister der Stadt Amsterdam ernannt. Einer seiner ersten Auftritte in seiner neuen Funktion war die Trauung eines gleichgeschlechtlichen Paares, des ersten in den Niederlanden. Nur wenige Monate zuvor hatte Cohen als Staatssekretär das Gesetz zur Homo-Ehe im Parlament verteidigt. Am 2. Februar 2002 vollzog er die standesamtliche Trauung des Kronprinzen Willem-Alexander und der Prinzessin Máxima.
Cohen wurde anlässlich der Parlamentswahl 2003 als Kandidat für das Amt des Premierministers gehandelt. Der christdemokratische Premierminister Balkenende blieb jedoch weiter im Amt und Cohen blieb Bürgermeister.
Das Time magazine bezeichnete Cohen für seinen Auftritt nach dem Mord an Theo van Gogh im November 2004 als „European Hero“ (europäischer Held). Cohen führte die Bevölkerung in ihrem Protest an und rief gleichzeitig zu Einigkeit und Toleranz auf. Seitdem bemühte er sich während seiner Amtszeit als Bürgermeister darum, „das Ganze zusammenzuhalten“ (Niederländisch: „de boel bij elkaar te houden“), damit Amsterdam seinem Ruf als weltoffene und tolerante Stadt auch in der Zukunft gerecht werde.
Cohen landete beim „World Mayor Award“ 2006 hinter John So aus Melbourne auf dem zweiten Platz. Insgesamt fünfzig Bürgermeister aller fünf Kontinente waren nominiert.
Job Cohen ist der jüngere Bruder des Wissenschaftshistorikers Floris Cohen und Sohn des Historikers Adolf Emile Cohen.
Seit seinem 20. Lebensjahr ist Job Cohen Mitglied der Partij van de Arbeid, der sozialdemokratischen Partei der Niederlande, deren Parteiführer er seit April 2010 als Nachfolger von Wouter Bos war. Im Februar 2012 trat Cohen als Parteiführer zurück. Im Januar 2019 übernahm Cohen den Vorsitz der Commissie Individuele Tegemoetkoming Slachtoffers WOII Transporten NS, die über die Vergabe von Entschädigungen der Nederlandse Spoorwegen an jüdische Deportationsopfer befindet.
Cohen ist verheiratet und hat einen Sohn und eine Tochter.

## Veröffentlichungen
- 2009: Binden, mit einem Interview von Bas Heintje, Prometheus/Bert Bakker, Amsterdam, ISBN 978-90-35-13411-9 (eine Auswahl von Reden und Vorträgen)
- 2009: Sustainable Humanities. Report for the Netherlands Committee on the Future of the Humanities in the Netherlands, Amsterdam University Press, Amsterdam, ISBN 978-90-8964-142-7